# Renata Petkowa
Renata Petkowa (* 21. November 1995) ist eine bulgarische Leichtathletin, die sich auf den Diskuswurf spezialisiert hat, aber auch im Kugelstoßen an den Start geht.

## Sportliche Laufbahn
Erste Erfahrungen auf Wettkämpfen internationaler Ebene sammelte Renata Petkowa beim Europäischen Olympischen Jugendfestival (EYOF) 2011 in Trabzon, bei dem sie im Kugelstoßen mit 11,38 m in der Qualifikation ausschied und mit dem Diskus mit einer Weite von 35,20 m Rang 14 erreichte. 2015 belegte sie bei den Balkan-Meisterschaften in Pitești mit 45,79 m den achten Platz im Diskuswurf und im Jahr darauf belegte sie bei den Balkan-Meisterschaften ebendort mit 13,50 m den sechsten Platz im Kugelstoßen und wurde mit dem Diskus mit 49,78 m Fünfte. 2017 schied sie bei den U23-Europameisterschaften in Bydgoszcz mit 50,17 m in der Diskusqualifikation aus und nahm daraufhin an der Sommer-Universiade in Taipeh teil, verpasste aber auch dort mit 47,59 m den Finaleinzug. Im Jahr darauf belegte sie bei den Balkan-Meisterschaften in Stara Sagora mit 50,86 m den vierten Platz im Diskuswurf und erreichte mit der Kugel mit 13,89 m Rang sechs. 2019 wurde sie bei den Balkan-Meisterschaften in Prawez mit 50,43 m Vierte mit dem Diskus und 2021 belegte sie bei den Balkan-Meisterschaften in Smederevo mit 13,25 m den fünften Platz im Kugelstoßen und wurde mit 46,37 m Siebte im Diskusbewerb.
In den Jahren von 2015 bis 2021 wurde Petkowa bulgarische Meisterin im Diskuswurf sowie 2016, 2019 und 2021 auch im Kugelstoßen im Freien sowie 2015 in der Halle.

## Persönliche Bestleistungen
- Kugelstoßen: 14,20 m, 16. Juni 2016 in Sofia
  - Kugelstoßen (Halle): 14,48 m, 3. Februar 2018 in Sofia
- Diskuswurf: 51,09 m, 17. Mai 2017 in Sofia